# نابتوموماب إستافيناتوكس

مخطط لتركيب نابتوموماب إستافيناتوكس.

نابتوموماب إستافيناتوكس هو دواء مكون من جسم مضاد وحيد النسيلة هو نابتوموماب وإستافيناتوكس (مستضد عالي).
يطور هذا الدواء لعلاج السرطان مثل سرطانة الخلايا الكلوية وسرطانة خلايا الرئة غير الصغيرة.